# Питлохри
Питло̀хри (на английски: Pitlochry; на шотландски келтски: Baile Chloichridh) е град, разположен в област Пърт анд Кинрос, Шотландия. Според преброяването на населението през 2011 г. населението му е 2950 души (2016 г.).